# Нумеа
Нуме́а або Нуме́я (фр. Nouméa) — столиця Нової Каледонії (заморська територія Франції). Порт на березі Тихого океану. Виплавка нікелю. Вивіз нікелю, залізних руд, міді. Населення — 91 386 осіб (2004, перепис), включаючи приміські зони — 146 245. Мер міста з 1986 року по 2014 рік — Жан Леке (фр. Jean Lèques).

## Географія

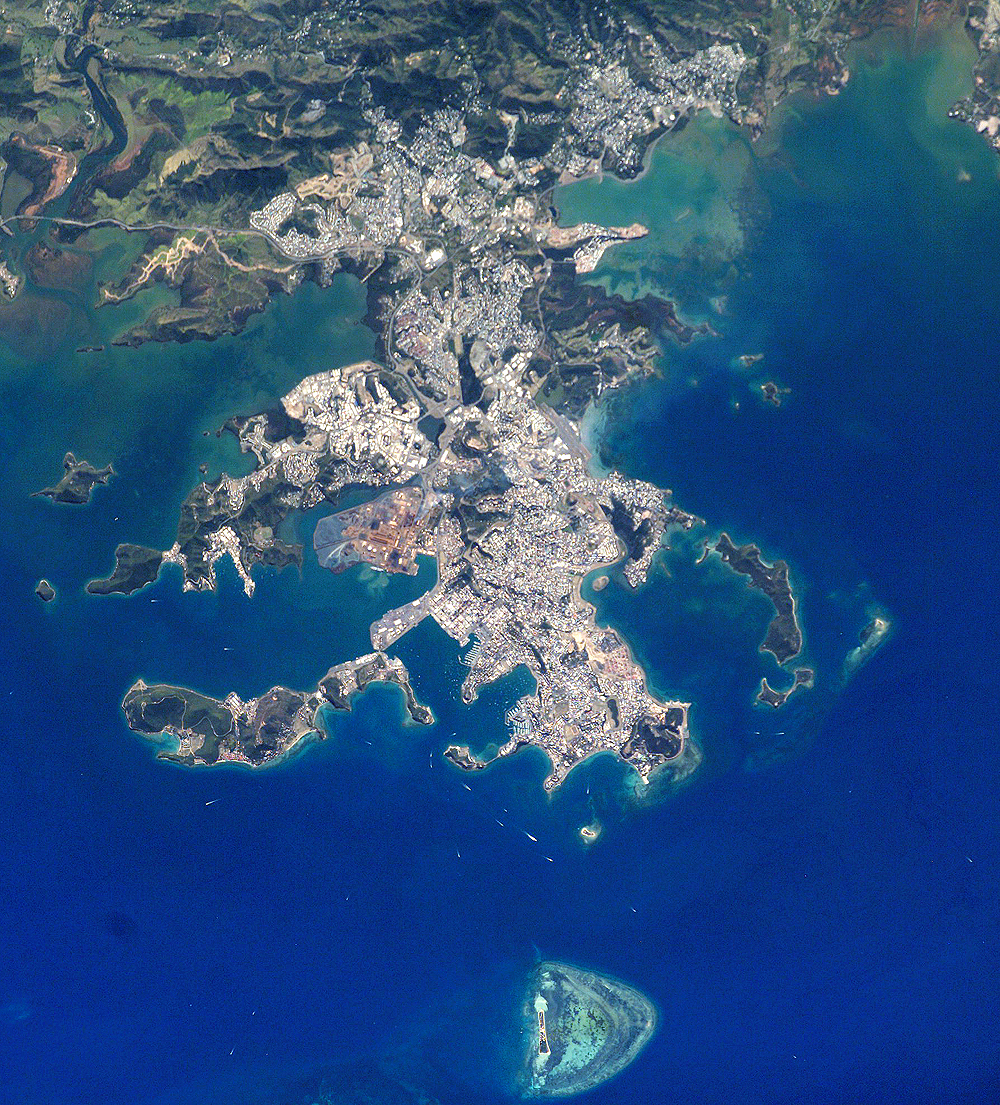
Супутникова фотографія Нумеа і прилеглих територій, зроблена з Міжнародної космічної станції. Зображення НАСА.

Нумеа знаходиться за 16 758 км по прямій від Парижа. Місто розташоване на горбистому півострові недалеко від південно-східного кінця Нової Каледонії, яка, у свою чергу, розташована в південно-західній частині Тихого океану. На сході й північному сході місто межує з муніципалітетом Мон-Дор, а на півночі й північному заході з Думбеа, які разом з Нумеа утворюють агломерацію Велике Нумеа.
Знаходиться за 540,09 км від Порт-Віла (Вануату), за 1472,43 км від Брисбену (штат Квінсленд, Австралія), за 1969,63 км від Сіднея (штат Новий Південний Уельс, Австралія), за 1808,49 км від Окленду (Нова Зеландія), за 2085,93 км від спільноти Волліс і Футуна, та за 4609,84 км від Папеете.
Ландшафт в основному складається з фліша з опадами, які датовані до пріабонского ярусу еоцену, а також піщаних, вапнякових (східна частина півострова Нувілле, південний край півострова навколо Оуен Торо) і крейдяних порід. Прибережна смуга Великого Нумеа складена з вулканічно-осадових порід, датованих раннім юрським періодом.
Місцевість складається з декількох пагорбів — Оуен Торо, Монтравел, гора Коффин, гора Венери, та інших. Пік Монтравел досягає висоти 167 метрів над рівнем моря.

### Клімат
Місто знаходиться у зоні вологих субтропіків. Найтепліший місяць — лютий із середньою температурою 26.4 °C (79.5 °F). Найхолодніший місяць — серпень, із середньою температурою 20.1 °С (68.2 °F).
| Клімат Нумеа            | Клімат Нумеа | Клімат Нумеа | Клімат Нумеа | Клімат Нумеа | Клімат Нумеа | Клімат Нумеа | Клімат Нумеа | Клімат Нумеа | Клімат Нумеа | Клімат Нумеа | Клімат Нумеа | Клімат Нумеа | Клімат Нумеа |
| Показник                | Січ.         | Лют.         | Бер.         | Квіт.        | Трав.        | Черв.        | Лип.         | Серп.        | Вер.         | Жовт.        | Лист.        | Груд.        | Рік          |
| Абсолютний максимум, °C | 36           | 36           | 36           | 32           | 30           | 29           | 28           | 30           | 32           | 30           | 32           | 33           | 36           |
| Середній максимум, °C   | 29,3         | 29,4         | 28,7         | 27,2         | 25,5         | 23,9         | 23,1         | 23           | 24,2         | 26           | 27,4         | 28,6         | 26,4         |
| Середня температура, °C | 26,3         | 26,4         | 25,9         | 24,4         | 22,8         | 21,2         | 20,3         | 20,1         | 21,1         | 22,7         | 24,1         | 25,4         | 23,4         |
| Середній мінімум, °C    | 23,2         | 23,4         | 23           | 21,6         | 20           | 18,5         | 17,4         | 17,2         | 17,9         | 19,3         | 20,8         | 22,1         | 20,4         |
| Абсолютний мінімум, °C  | 20           | 18           | 19           | 17           | 16           | 13           | 11           | 10           | 11           | 13           | 17           | 18           | 10           |
| Норма опадів, мм        | 116.3        | 124.2        | 148.7        | 103.2        | 86           | 116.4        | 69.7         | 64.6         | 40.7         | 50.3         | 58.8         | 79.2         | 1058.1       |
| ----------------------- | ------------ | ------------ | ------------ | ------------ | ------------ | ------------ | ------------ | ------------ | ------------ | ------------ | ------------ | ------------ | ------------ |
| Джерело: Weatherbase    |              |              |              |              |              |              |              |              |              |              |              |              |              |

## Історія
Першим європейцем, який встановив поселення в околиці, був британець Джеймс Паддон у 1851 році. Стурбовані контролем над островом, французи встановили поселення поруч у 1854 році, переїхавши з Балади з півночі острова. Це поселення спочатку називалося Порт-де-Франс, але згодом, 1866 року, перейменовано в Нумеа. Спочатку зона використовувалася як виправна колонія, а потім як центр для переробки нікелю й золота, які видобували неподалік.
Під час Другої світової війни Нумеа використовувалося як штаб армії США в Південному Тихому океані. П'ятикутний комплекс штаб-квартири армії після війни був використаний як основа для регіональної міждержавної організації: Південної Тихоокеанської Комісії, яка пізніше стала називатися як Секретаріат тихоокеанського співтовариства.

## Демографія

### Чисельність населення за роками
| Нумеа (коммуна)          | 22 235 | 34 990 | 41 853 | 56,078 | 60 112 | 65 110 | 76 293  | 97 579  |
| Велике Нумеа             | 25 204 | 39 996 | 50 488 | 74 335 | 85 098 | 97 581 | 118 823 | 163 723 |
| Офіційні цифри перепису. |        |        |        |        |        |        |         |         |

Населення міста за переписом 2014 року — 99926 осіб, з передмістями — 179 509 осіб. У самому Нумеа європейці складали 56,5 %, у Великому Нумеа — 40 %. Меланезійці, відповідно, 23,8 % і 23,4 %.

## Транспорт
За 52 кілометри на північний захід від міста, у муніципалітеті Паїта розташований Міжнародний аеропорт Ла-Тонтута, з якого виконуються рейси в Париж, Токіо, Осаку, Сеул, Сідней, Брисбен та Окленд.
Також у межах міста є аеропорт Нумеа-Мажента, з якого здійснюються місцеві рейси, зокрема, на острови Луайоте і Пен.

### Міський транспорт
Роль громадського транспорту в місті виконують автобусні маршрути й таксі.
- Місто обслуговує автобусна мережа Karuïa Bus, що складається з дев'яти ліній і 468 зупинних пунктів. Крім того, місто пов'язує з агломерацією система міжміських автобусів CarSud.
- Існує мережа таксі, впізнавана за кольором автомашин — зеленим і білим.